# Fuero del Trabajo

Znak fašistického Španělska

Fuero del Trabajo byl španělský pracovní kodex, přijatý 9. března 1938 frankistickou vládou, který měl vytyčit podobu sociálního smíru po skončení tehdy ještě probíhající občanské války.
Zákon proklamoval povinnost státu zajistit Španělům „vlast, chléb a spravedlnost“. Jeho obsah představuje směs propagandistických prohlášení i právních norem. Právní věda frankistického Španělska mu přisuzovala povahu ústavního zákona (ley fundamental/constitución). Zákon je prodchnut korporativistickou ideou, která ale není jeho jediným myšlenkovým zdrojem.
Zákon byl zrušen Španělskou ústavou z roku 1978.